# Marcel Rudloff
Marcel Rudloff (Estrasburg, 1923 – 1996) fou un polític alsacià. Estudià el batxillerat i començà la carrera de dret a la Universitat d'Estrasburg, però el 1942 fugí a Clarmont d'Alvèrnia per tal d'evitar el reclutament de la Wehrmacht. Fou vicepresident de l'Associació Federativa General d'Estudiants d'Estrasburg.
Després de la guerra tornà a Estrasburg, on exercí d'advocat i fou vicepresident de la Unió Nacional de Joves Advocats el 1952. El 1955 es va adherir al Moviment Republicà Popular i el 1965 fou regidor d'Estrasburg, el 1971 tinent d'alcalde i alcalde de 1983 a 1989, així com president de la Comunitat Urbana d'Estrasburg. Deixà el càrrec el 1989, quan fou derrotat per la socialista Catherine Trautmann.
També fou conseller general del Baix Rin de 1976 a 1988 i president del Consell Regional d'Alsàcia de 1980 fins a la seva mort el 1996. El 1977 fou escollit senador i el 1992 membre del Consell Constitucional a proposta del president del senat Alain Poher.